# Czuwaski Obwód Autonomiczny
Czuwaski Obwód Autonomiczny, Czuwaski OA (ros. Чувашская автономная область, czuw. Чăваш Автономи Облаçĕ) – obwód autonomiczny w Związku Radzieckim, wchodzący w skład Rosyjskiej Federacyjnej Socjalistycznej Republiki Radzieckiej.
Czuwaski OA został utworzony 24 czerwca 1920 r. Tworzenie autonomicznych jednostek terytorialnych dla mniejszości narodowych było częścią polityki tzw. korienizacji, tj. przyznawania autonomii mniejszościom narodowym zamieszkującym obszary dawnego Imperium, poprzednio dyskryminowanym i rusyfikowanym przez carat. 21 kwietnia 1925 r. zmieniono status tej autonomicznej jednostki administracyjnej − podniesiono rangę i poszerzono zakres autonomii, tworząc Czuwaską Autonomiczną Socjalistyczną Republikę Radziecką.
 Informacje nt. położenia, gospodarki, historii, ludności itd. Czuwaskiego Obwodu Autonomicznego znajdują się w: artykule poświęconym Republice Czuwaszji, jak obecnie nazywa się ta rosyjska jednostka polityczno-administracyjna